# Nickelstein
Nickelstein, auch Neckelstein, ist ein Wohnplatz auf der Gemarkung des Boxberger Stadtteils Schweigern im Main-Tauber-Kreis im fränkisch geprägten Nordosten Baden-Württembergs.

## Geographie
Der Wohnplatz Nickelstein befindet sich etwa 250 Meter südwestlich von Schweigern zwischen dem Umpfertal und dem Ursbachtal.

## Geschichte
Der Ort kam als Teil der ehemals selbständigen Gemeinde Schweigern am 1. Dezember 1972 zur Stadt Boxberg.

## Verkehr
Am Wohnplatz befindet sich die Straße Neckelstein, die in Schweigern von der L 513 (Haagsraße) abzweigt.